# Videosex
Videosex — югославская синти-поп-группа из Любляны. Название для коллектива придумал Деян Кнез, известный своим участием в проекте Laibach.

## История
В 1983 году группа дебютировала с синглом «Moja Mama». Его заглавная песня, а также композиция «Kako bih volio da si tu» занимали первые места в музыкальных чартах как Словении, так и всей Югославии. Всего группа издала один сингл и четыре альбома. Videosex выступали в Белграде на одной сцене с группами Екатарина Велика и Otroci Socializma.
В 1992 году группа распалась. Её бывшие участники занялись сольным творчеством, у каждого сложилась плодотворная музыкальная карьера. Вокалистка, Аня Рупель, некоторое время сотрудничала с группой Laibach.
В 1997 году вышел сборник «Arhiv», в который вошли практически все основные песни группы, а также несколько ранее неизданных записей.

## Участники
- Matjaž Kosi — клавишные (1983—1984)
- Janez Križaj — бас-гитара (1983—1989)
- Аня Рупель — вокал, флейта
- Nina Sever — клавишные (1983—1985; 1989—1992)
- Iztok Turk — ударные
- Goran Lisica — Fox — клавишные (1986—1989)

## Дискография

### Альбомы
- Videosex 84 (1984)
- Lacrimae Christi (1985)
- Svet je zopet mlad (1987)
- Ljubi in sovraži (1991)

### Синглы
- Moja Mama (1983)

### Сборники
- Arhiv (1997)[2]